# 車永宏
車永宏（1833年—1914年），字毅齋，山西省太谷縣賈家堡人，清朝武术家。兄弟中排行第二，故人稱車二師傅。師從李洛能，習形意拳，為其門下八大弟子之一。

## 生平
車生得虎背熊腰、體格魁悟。幼年家貧，三弟被賣，9歲喪母，12歲既赴山東一邊做工一邊學習查拳。16歲回到太谷，為晉商富戶武柏年家趕車，自小趕羊、趕車的粗活使車練得一身神力。由於身份卑微、常被欺凌，車毅齋決心學武術。隨少林拳師武鴻圃學藝，後又拜武鴻圃之師交城王長樂為師深造。道光29年開始向太谷孟綍如先生家之護院李老能學習心意拳。咸豐6年，正式拜李老能為師。此後，任武家護院，並開始隨師保鏢。後來，和師父李老能共同改革心意拳，創造了形意拳。車毅齋武藝高強、精通技擊，尤其擅長形意拳的顧法。技擊風格多先顧後打，引進落空，吞吐趨邂，顧中取勝的技法。車毅齋的技法中以“遊鼉化險”、“拘馬拼”手法為最精。同治六年，李老能返回老家河北深州。車獨擋太谷商行保鏢大業，大江南北，長城內外，足跡所至，豪傑影從，武林中有“車二鏢師行天下”之譽。另一方面，與其弟子李複楨繼續研究形意拳。
正當列強侵略中國，朝廷腐敗無能，這就更激發了車永宏愛國主義的思想。當時，車先生聞聽日本劍術家板三郎在中國大擺擂臺，板三郎為日本駐天津的劍術教官，驕橫不可一世，車逐去天津，欲以板三郎比試劍術。車先生憑著自己較高的技藝，過人的膽量，折服了板三郎。根據民國十四年 “車君毅齋紀念碑文”上記載“日人奮然臨，毅齋慢然應，倭敗色沮願師之，毅齋婉謝焉，人問其故，毅齋曰：豈可使吾國絕技而傳之外人耶?"表現了高尚的民族氣節。言語擲地有聲，有大振國威之氣概。車先生逝世後，弟子王鳳翽等為之立碑紀念，並已纂入《太谷縣誌》內。

## 弟子
車永宏所傳的形意拳，後人稱「車派形意拳」。車弟子眾多，知名的有李復貞、李發春、白光普、王鳳翽、武傑、郭琨、樊永慶、孟興德、布學寬、劉儉，子車兆俊、車兆傑、車兆烈等。其中，李復貞、布學寬授徒最多。

## 外部連結
- 車式形意CheShiXingYi
- 山西形意拳協會網